# Gaetano Porcasi
Gaetano Porcasi (* 1965 in Partinico (Palermo)) ist ein zeitgenössischer sizilianischer Maler, dessen Werke sich zu einem großen Teil mit der Geschichte des Kampfes gegen die sizilianische Mafia befassen.

## Ausbildung und Lehrtätigkeit
Gaetano Porcasi erhielt sein Diplom am "Istituto statale d’Arte" in Monreale (staatliches Institut der Künste), seinen Hochschulabschluss, sowie einige Auszeichnungen an der "Accademia delle Belle Arti", der Akademie der schönen Künste in Palermo, im Bereich Malerei. 
Er begann am "Istituto Statale d’Arte di Sassari" (staatliches Institut der Künste in Sassari) als Dozent zu arbeiten und setzte seine Lehrtätigkeit später am "Liceo Artistico di Tempio Pausania" (künstlerisches Gymnasium in Tempio Pausania) sowie am "Istituto Statale d’Arte di Alghero" (staatliches Institut der Künste in Alghero) fort.
Als er nach Sizilien zurückkehrte, lehrte er am "Istituto Statale d’Arte di Monreale", an dem er selbst studiert hatte, sowie an dem "Liceo Scientifico “Santi Savarino”" (wissenschaftliches Gymnasium) in seiner Heimatstadt Partinico.

## Werke
Gerade die einzigartige Verwendung und Zusammenstellung der Farben ist typisch für Porcasis Werke, die sich auch in den zahlreichen Landschaftsbildern Siziliens zeigt. Daneben befasst er sich aber auch in großem Maße mit geschichtlichen, gesellschaftlichen und politischen Themen. 
Vor allem die Ausstellung "Memorie" (Erinnerungen) in Corleone, die die Geschichte des Kampfes gegen die Mafia von 1947 bis heute erzählt, erhält Anerkennung. Sie soll auf die Gewalttaten der Mafia aufmerksam machen und leistet so einen Beitrag im Widerstand gegen diese organisierte Kriminalität.

## Erwähnung und Anerkennung
Durch seine Verdienste in der künstlerischen Darstellung der Geschichte und Ereignisse des Kampfes der Sizilianer gegen die Mafia erhielt Porcasi 2007 die Ehrenbürgerschaft Corleones. 
Neben weiteren Anerkennungen, z. B. durch den italienischen Präsidenten Giorgio Napolitano oder den Schriftsteller Carlo Lucarelli, fand er in einigen namhaften Künstlerzeitschriften und Katalogen wie "Arte", "Arte Moderna" und dem "Catalogo dell'arte moderna" (Katalog der modernen Kunst) Erwähnung sowie in dem Buch "La Sicilia delle stragi" von Giuseppe Carlo Marino.